# Nycasius de Clibano
Nycasius de Clibano, Nycasius ook gespeld als Nicasius (fl. 's-Hertogenbosch, 1457-1497) was een Zuid-Nederlands componist en zanger.
Hij was actief in 's-Hertogenbosch van 1457 tot 1497. In 1457 werd hij zanger van het Illustre Lieve Vrouwe Broederschap, het jaar daarop trouwde hij en in 1466-1467 sloot hij zich aan als lid van deze broederschap. In de jaren 1470 werd hij benoemd tot ‘gezworen broeder’ van de broederschap, wat betekende dat hij op dat moment tot de geestelijke stand behoorde, want alleen geestelijken kwamen in aanmerking voor deze eretitel. Een van zijn taken als lid van de broederschap was het zoeken naar nieuwe zangers uit andere steden. Zodoende reisde hij naar Kamerijk en Antwerpen. In 1493-1494 werd hij benoemd tot koormeester. Hij wordt voor het laatst vermeld in 1497, terwijl in 1498 Matthaeus Pipelare zijn taken bij de broederschap overneemt. Vermoedelijk is De Clibano omstreeks die tijd overleden. Zijn dood is echter niet gedocumenteerd.

## Kinderen
De Clibano had twee zoons, die beiden hun vader opvolgden als musicus:
1. Jheronimus de Clibano (ca. 1459-1503), componist en zanger
2. Jan de Clibano, zanger